# 7-Metilguanozin
7-Metilguanozin je modifikovana purinska nukleobaza. On je metilovana verzija guanozina. Kad je prisutan u ljudskom urinu, to može da bude biomarker nekog tipa kancera.

## Spoljašnje veze
- 7-Metilguanozin (HMDB01107)